# Foresight Linux
Foresight Linux este o distribuție de Linux.